# Pallgaffel
Pallgaffel är ett tillbehör till traktorer, lastmaskiner eller truckar. Med tillbehöret, som är fast monterat eller löstagbart, på maskinen, kan man lyfta till exempel höbalspallar i en industri. Pallgaffeln finns i flera utföranden, från fasta handdrivna pallgafflar monterade på handdragna så kallade handgafflar, till pallgafflar som med hydraulik kan reglera sin interna distans för att öka dess användningsområden. 